# Solita Solano

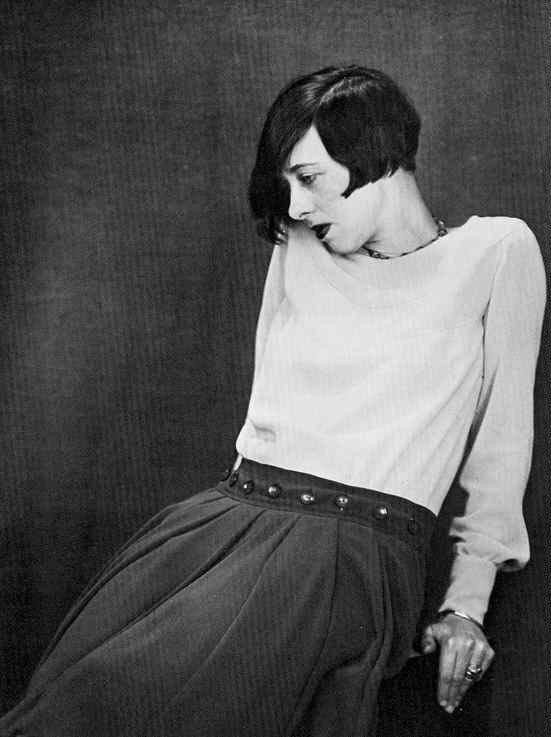
Berenice Abbott: Solita Solano in Paris 1926

Solita Solano, eigentlich Sarah Wilkinson (* 1888 in Troy, New York; † 22. November 1975 in Orgeval bei Paris) war eine US-amerikanische Redakteurin, Romanautorin, Dichterin und Journalistin.

## Leben
Die aus der oberen Mittelschicht stammende Sarah Wilkinson besuchte das Emma Willard Collage in Troy. Nach dem Tod ihres Vaters im Jahr 1903 lief sie von zu Hause weg und heiratete ihren Jugendfreund Oliver Filley, einen Ingenieur. Das Ehepaar verbrachte die nächsten vier Jahre als Entwicklungshelfer auf den Philippinen, in China und Japan. Die Ehe war unglücklich und sie verließ ihren Mann. 1908 war sie Schauspielerin in New York, danach Reporterin in Boston. Sie arbeitete zuerst für den Traveler (ab 1910) und von 1917 bis 1918 für das Journal. Sie änderte ihren Namen damals in Solita Solano. Ende 1918 wurde sie zunächst die führende Theaterkritikerin bei der New York Tribune, nach beruflichen Schwierigkeiten dort arbeitete sie für einen Theaterproduzenten und später als freie Reporterin für die National Geographic Society.

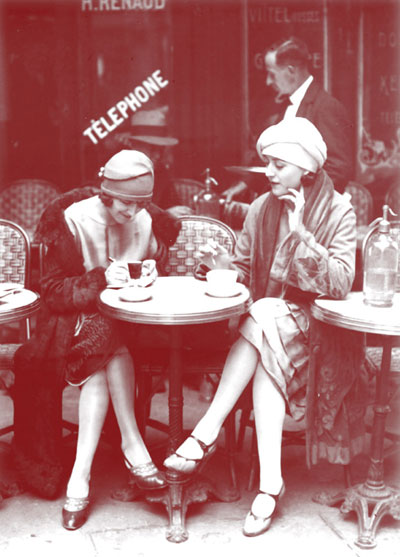
Maurice Brange: Au Café, 1922. Solita Solano und Djuna Barnes in Paris

Ende 1919 lernte Solano auf einer Veranstaltung im Künstlerviertel Greenwich Village die Journalistin Janet Flanner kennen und ging eine lesbische Liebesbeziehung, die nicht monogam war, ein. Im Jahre 1921 reiste sie mit ihrer Lebensgefährtin nach Griechenland – wo Flanner für den "National Geographic" über Konstantinopel berichten sollte. Im Jahr darauf reiste das Paar nach Frankreich. In Paris fanden sie bald Eingang in die intellektuell-lesbischen Kreise um Gertrude Stein und Alice B. Toklas, Natalie Clifford Barney, Romaine Brooks und Djuna Barnes. Solano verfasste von 1924 bis 1927 drei Romane, die aber erfolglos waren und bei der New Yorker Kritik zunehmend auf Ablehnung stießen. Flanners schrieb unter dem Pseudonym Genêt die Kolumne Letter from Paris, die ab 1925 in der mondänen Zeitschrift The New Yorker erschien und finanziell einträglich war. Solano war Flanners rechte Hand, sie recherchierte, korrigierte ihre Texte und tippte. Ihre Liebesbeziehung wandelte sich allmählich zu einer Arbeitsbeziehung, ohne jedoch völlig abzuebben. Als sich Janet 1932 in die französische Sängerin Noel Haskins Murphy verliebte und viel Zeit in deren Haus in Orgeval bei Paris verbrachte, arrangierte Solano sich sogar damit und besuchte die beiden regelmäßig. Nach dem Ausbruch des Zweiten Weltkriegs gingen Solano und Flanner zurück nach New York.
In den 1940er Jahren trennte sich Solano von ihrer langjährigen Lebensgefährtin, nachdem diese eine Affäre mit der italienischen Radioreporterin und alleinerziehenden Mutter eines Sohnes, Natalia Danesi Murray, einging. Solano verliebte sich ihrerseits in Elizabeth Jenks Clark. Nach der Befreiung durch die Alliierten kehrte sie nach Frankreich zurück, wo sie als 87-Jährige an den Folgen eines Herzinfarkts starb.

## Trivia
- Solano engagierte sich in der Frauenrechtsorganisation Lucy Stone League, deren Ziel es unter anderem war, dass Frauen nach der Heirat ihren Geburtsnamen behalten können.
- Zusammen mit Flanner gehörte sie dem literarischen Zirkel Algonquin Round Table, einer losen Gruppe von Journalisten, Literaten und Schauspielern, die sich im Algonquin Hotel an der Upper West Side trafen, an.